# 函证
函证（External confirmations）是一项审计术语，是指审计师“为了获取影响财务报表或相关披露认定的项目的信息，通过直接来自第三方对有关信息和现存状况的声明，获取和评价审计证据的过程”。
函证是重要的审计程序之一，函证获取的审计证据称为询证函。询证函应当由
审计师直接发出，并要求将回函直接寄回审计师。这样做是为了防止被审计者篡改询证函及回函信息。

## 函证的作用
函证可以为审计师获取认定层次的充分、适当的审计证据，以降低检查风险至可接受的水平。例如，A公司会计记录上记载截至×年×月×日有在B银行的存款100万元，则审计师可以向B银行发出询证函以获取B银行对于A公司存款的说明。如果B银行确认A公司的记录是准确的，则审计师可以确认A公司的会计记录。

## 函证的对象及信息
审计师根据不同的函证对象选择不同的函证信息，具体如下表所示：
| 函证对象         | 函证信息                               | 备注                           |
| ---------------- | -------------------------------------- | ------------------------------ |
| 银行             | 存款余额、借款余额、其他金融交易       |                                |
| 客户             | 应收账款余额、预收款项余额             | 可以采用积极式函证或消极式函证 |
| 供应商           | 应付账款余额、预付款项余额             | 可以采用积极式函证或消极式函证 |
| 关联方           | 关联方交易发生额、关联方往来余额       |                                |
| 股东             | 股东投资额、应付股利余额               |                                |
| 被投资企业       | 投资金额和比例、应收股利余额           |                                |
| 律师及律师事务所 | 未决诉讼情况、律师服务费支付情况       |                                |
| 保险公司         | 保险合同条款、保费交纳情况             |                                |
| 证券登记结算公司 | 所持有的可上市交易股票、债券、基金情况 |                                |
| 政府部门         | 注册信息、惩处信息等                   |                                |

## 函证的结果及评价
若审计师在实施函证后的合理时限内未能收到回函，则应被询证人进行二次函证。
若审计师就同一审计目标发出向多位被询证人进行函证，则应在收到回函后，编制《函证结果汇总表》作为综合性的审计证据和审计工作底稿，并记录对函证结果做出的评价。函证结果汇总表应当包括：
- 函证编号
- 被询证人名称；
- 函证信息；
- 函证方式；
- 函证日期，包括第一次和第二次的日期；
- 回函日期
- 回函结果
- 可确认的信息
- 信息差异及说明
- 审计结论